# Give It 2 Me
"Give It 2 Me" je pjesma američke pjevačice Madonne s njenog jedanaestog studijskog albuma Hard Candy. Kao drugi singl s albuma je izdana 4. lipnja 2008. pod Warner Bros. Recordsom. Pjesmu je napisala Madonna, i iako se čini da pjeva o plesu i seksu, tema pjesme je Madonnina karijera kroz tri desetljeća u glazbenoj industriji. Ovo je još jedna ubrzana dance pjesma sa zvukovima udaraljki. Back vokal je Pharrell Williams.
Pjesma je primila pozitivne komentare kritičara. Ovo je bio Madonnin 39. broj 1 na Billboard Hot Dance Club Play ljestvici. Na Hot 100 ljestvici je zauzeo 57. mjesto. Singl nije mogao više napraviti na američkoj ljestvici zbog ograničenog airplaya. Pjesma se popela na vrh ljestvica u nekoliko država, uključujući Nizozemsku, Španjolsku i Tursku, dok se u ostatku Europe našla unutar Top 10.
Glazbeni video je snimljen prema snimkama za časopis Elle a pojavljuje se i Pharrell. Video je primio pozitivne komentare, posebno za retro izgled. Pjesmu je Madonna izvela na promotivnoj turneji za album, te na Sticky & Sweet Tour kao posljednju pjesmu koncerta. Pjesma je 2009. na 51. dodjeli nagrada Grammy bila nominirana u kategoriji "najbolje dance izdanje".

## Nastanak i inspiracija
"Give It 2 Me" su napisali Madonna i Pharrell Williams. Kada su u jednom razgovoru za časopis Interview pitali Madonnu ima li ovo pjesma mogućnost da bude party pjesma na Ibizi, odgovorila je da joj se sviđa ta ideja kad bi svi plesali na "Give It 2 Me". Kada su je pitali za inspiraciju za pjesmu, rekla je:
"Pjesma je upečatljiva. Napisala sam je kako bi se dobro provodila na stadionima. Riječi su autobiografske: 'Got no boundaries, got no limits. [...] Don't stop me now. [...] If it's against the law, arrest me.' [...] Da, to sam ja. To sam provokativna ja. Dosadna, predvidljiva ja."
U razgovoru za australski MTV Madonna je objasnila da je glavna tema albuma Hard Candy sjedinjavanje slike boksača, te da se proteže kroz sve pjesme. Naslov ove pjesme se prvotno mislio koristiti i kao naziv albuma, ali se od toga odustalo nakon što je Timbaland izdao singl sličnog naziva ("Give It to Me").

## Uspjeh pjesme
U Sjedinjenim Državama je pjesma i prije nego što je postala službeni singl, debitirala na 57. mjestu Hot 100 ljestvice što je bio najviši ulaz taj tjedan. Ali već sljedeći tjedan je pjesma ispala s ljestvice zbog nedovoljnog airplaya. Ovaj ulaz je uspio zahvaljujući digitalnom downloadu kada je pjesma na Hot Digital Songs debitirala na 21. mjestu. Na Pop 100 je pjesma dospjela na 41. mjesto. Na airplay ljestvici nije uopće ušla. Ovo je bio još jedan singl na vrhu Hot Dance Airplay i Hot Dance Club Play ljestvica.
Prije izdanja CD singla u Ujedinjenom Kraljevstvu, pjesma je debitirala na 73. mjestu i ispala sljedeći tjedan. Singl je ponovno ušao na listu na 36. mjestu i potom dospio na 7. mjesto što je ostala najviša pozicija. Pjesma se na ljestvici zadržala 19 tjedana. U Australiji je singl dospio na 23. mjesto.
Prije nego što je pjesma izdana kao singl, u Kanadi je debitirala na 8. mjestu Canadian Hot 100 ljestvice i bio tjedni najveći ulaz. Nakon nekoliko tjedana je ponovno ušao na ljestvicu, ali nikada nije prešao debitanstsko 8. mjesto. Na ljestvici se zadržao 20 tjedana. U Nizozemskoj je singl debtirao na 19. mjestu, nakon četiri se tjedna probio na 1. mjesto i na vrhu proveo 6 tjedana. U Španjolskoj je pjesma debitirala na 1. mjestu i tamo se zadržala 4 tjedna. U ostalim zemljama je ovo bio Top 10 singl.

## Glazbeni video
Glazbeni video za pjesmu je sniman 3. travnja 2008. u jednom studiju u Londonu. Video je sniman za vrijeme Madonninog slikanja za časopis Elle. Tako je spot inspiraciju našao u slikama na kojima je Madonna obučena u retro stil. Pojavljuje se i Pharrell. Spot počinje tako što se Madonna isteže isperd zrcala a čuje se zvuk prometne gužve. Nakon nekog vremena Madonna počne plesati. Pharrell se pojavljuje za vrijeme druge strofe. Zajedno pjevaju u kameru isped raznih pozadina. Video završava kada umorna Madonna legne na plesni podij i zaspe.

## Formati singla
| - Britanski/Europski CD1 1. "Give It 2 Me" (Album Version) – 4:47 2. "Give It 2 Me" (Oakenfold Extended Mix) – 7:08 - Britanski/Europski CD2 1. "Give It 2 Me" (Album Version) – 4:47 2. "Give It 2 Me" (Oakenfold Drums In) – 5:45 3. "Give It 2 Me" (Eddie Amador House Lovers Remix) – 7:56 - Američki/Europski maxi-singl 1. "Give It 2 Me" (Fedde Le Grand Remix) – 6:40 2. "Give It 2 Me" (Oakenfold Extended Remix) – 6:59 3. "Give It 2 Me" (Oakenfold Drums In Mix) – 5:44 4. "Give It 2 Me" (Eddie Amador Club) – 11:05 5. "Give It 2 Me" (Eddie Amador House Lovers Remix) – 7:52 6. "Give It 2 Me" (Tong & Spoon Wonderland Mix) – 7:35 7. "Give It 2 Me" (Jody den Broeder Club) – 9:33 8. "Give It 2 Me" (Sly and Robbie Bongo Mix) – 4:54 - Američki 12" Picture Disc 1. Give It 2 Me (Album Version) (4:47) 2. Give It 2 Me (Eddie Amador House Lovers Mix) (7:52) - Američki white 7" vinyl 1. Give It 2 Me (Edit) 2. Give It 2 Me (Eddie Amador House Lovers Edit) | - Američki 2-Track promotivni CD 1. "Give It 2 Me" (Album Version) – 4:47 2. "Give It 2 Me" (Edit) – 4:02 - Američki 2-Track promotivni set Disc 1 1. "Give It 2 Me" (Eddie Amador Club Mix) – 11:05 2. "Give It 2 Me" (Eddie Amador Club 7 Edit) – 7:18 3. "Give It 2 Me" (Eddie Amador Club 5 Edit) – 4:56 4. "Give It 2 Me" (Eddie Amador Dub) – 10:37 5. "Give It 2 Me" (Eddie Amador Dub 7 Edit) – 7:26 6. "Give It 2 Me" (Eddie Amador Houselover Mix) – 7:52 7. "Give It 2 Me" (Eddie Amador Houselover 5 Edit) – 4:50 Disc 2: 1. "Give It 2 Me" (Jody Club Mix) – 9:29 2. "Give It 2 Me" (Jody Club 7 Edit) – 7:25 3. "Give It 2 Me" (Jody Dub) – 9:57 4. "Give It 2 Me" (Jody Edit) – 4:07 5. "Give It 2 Me" (Jody Edit TV) – 4:08 6. "Give It 2 Me" (Oakenfold Remix) – 5:46 7. "Give It 2 Me" (Oakenfold Dub) – 6:14 8. "Give It 2 Me" (Oakenfold Extended) – 6:59 9. "Give It 2 Me" (Oakenfold Drums In Mix) – 5:54 |

## Uspjeh na ljestvicama
| Država                           | Pozicija |
| -------------------------------- | -------- |
| Australija                       | 23       |
| Austrija                         | 10       |
| Belgija (Flandrija)              | 3        |
| Belgija (Valonija)               | 3        |
| Danska                           | 4        |
| Europa                           | 2        |
| Finska                           | 2        |
| Francuska                        | 5        |
| Irska                            | 10       |
| Italija                          | 3        |
| Kanada                           | 8        |
| Mađarska                         | 2        |
| Nizozemska                       | 1        |
| Norveška                         | 16       |
| Njemačka                         | 8        |
| Španjolska                       | 1        |
| Švedska                          | 13       |
| Švicarska                        | 4        |
| Ujedinjeno Kraljevstvo           | 7        |
| US Billboard Hot 100             | 57       |
| US Billboard Hot Dance Club Play | 1        |

| Ljestvica (2008)         | Pozicija |
| ------------------------ | -------- |
| European Hot 100 Singles | 30       |

| Država     | Certifikacija |
| ---------- | ------------- |
| Brazil     | Platinasta    |
| Danska     | Platinasta    |
| Španjolska | Zlatna        |

## Singl u Hrvatskoj
| Pozicija | 4 | 2 | 1 | 1 | 1 | 1 | 1 | 1 | 2 | 5 | 8 | 9 | 11 | 17 | 18 | 27 |

## Datum izdavanja singla
| Država     | Datum             | Izdanje  |
| ---------- | ----------------- | -------- |
| Europa     | 4. lipnja 2008.   | radio    |
| Europa     | 17. srpnja 2008.  | CD singl |
| SAD        | 24. lipnja 2008.  | radio    |
| SAD        | 5. kolovoza 2008. | CD singl |
| UK         | 7. srpnja 2008.   | radio    |
| UK         | 14. srpnja 2008.  | CD singl |
| Njemačka   | 18. srpnja 2008.  | CD singl |
| Australija | 19. srpnja 2008.  | CD singl |